# Diego Quispe Tito
Diego Quispe Tito (1611–1681) là một người họa sĩ dân tộc Quechua ở Peru. Ông được coi như lãnh đạo của trường hội họa Cuzco.

## Gia đình
Là con trai của một gia đình Inca khá giả, Quispe Tito sinh ra tại Cuzco, và làm việc cả đời tại San Sebastián; ngôi nhà nơi ông sống và làm việc hiện nay vẫn còn, nó treo huy hiệu của ông ở cửa.

## Cái chết
Quispe Tito mất tại Cuzco năm 1681.